# Батман (одиниця маси)
Батмáн — старовинна азійська вагова одиниця, свого часу поширена в Османській імперії та дозволена російськими царями до застосування в інородницьких, переважно східних, населених тюркськими народами місцевостях Росії.
У XVI столітті був у використанні в Російській імперії, хоча в торговій книзі не значився. У XVII столітті став офіційною одиницею, але лише в східних місцевостях Росії, заселених інородними племенами.
У різний час в різних місцевостях батман мав різне значення. В кінці XIX століття в Казанській губернії батманом називалась міра зернового хліба в 4 ½ пуда. В тій же Казанській та Оренбурзькій губерніях батманом називалась міра золи в 10 четвериків. Східні батмани також були досить різноманітні. Так грузинські важили 32, 20, 16, 15 и 8 фунтів; турецькі — 25, 18 ¾ і 6 ¼ фунтів; хівинський — 48 фунтів; бухарський — 7 пудів 32 фунти. Батман на Кавказі дорівнював в різних місцевостях різним величинам: від 12 до 20 фунтів.
Приймався в деяких місцях і як міра поверхні, на яку можна висіяти батман пшениці. В Бакинській губернії батман використовувався в значенні міри води.